# John Pollen
John Pollen (Dunleary, 3 giugno 1848 – Isola di Man, 18 giugno 1923) è stato un esperantista irlandese.

## Biografia
Dopo aver studiato all'Università di Dublino, trascorse 32 anni in India, dal 1871 al 1903. Lì viaggiando propagandò con convinzione l'esperanto.
Nel corso del Congresso universale di esperanto dell'agosto 1905 a Boulogne-sur-Mer, il primo, fu tra i fondatori della Espero Framasona e ne divenne vicepresidente.
Pollen fu, assieme a George Cunningham e Harold Bolingbroke Mudie, uno dei membri del cosiddetto "Trio por la Tria", cioè il comitato organizzatore del Congresso universale di esperanto del 1907, che si tenne dal 12 al 17 agosto a Cambridge, nel Regno Unito.
Dal 1904 al 1912 Pollen fu inoltre presidente della Brita Esperanto-Asocio (BEA).
Morì il 18 giugno 1923 cadendo nel mare dell'Isola di Man.

## Galleria d'immagini

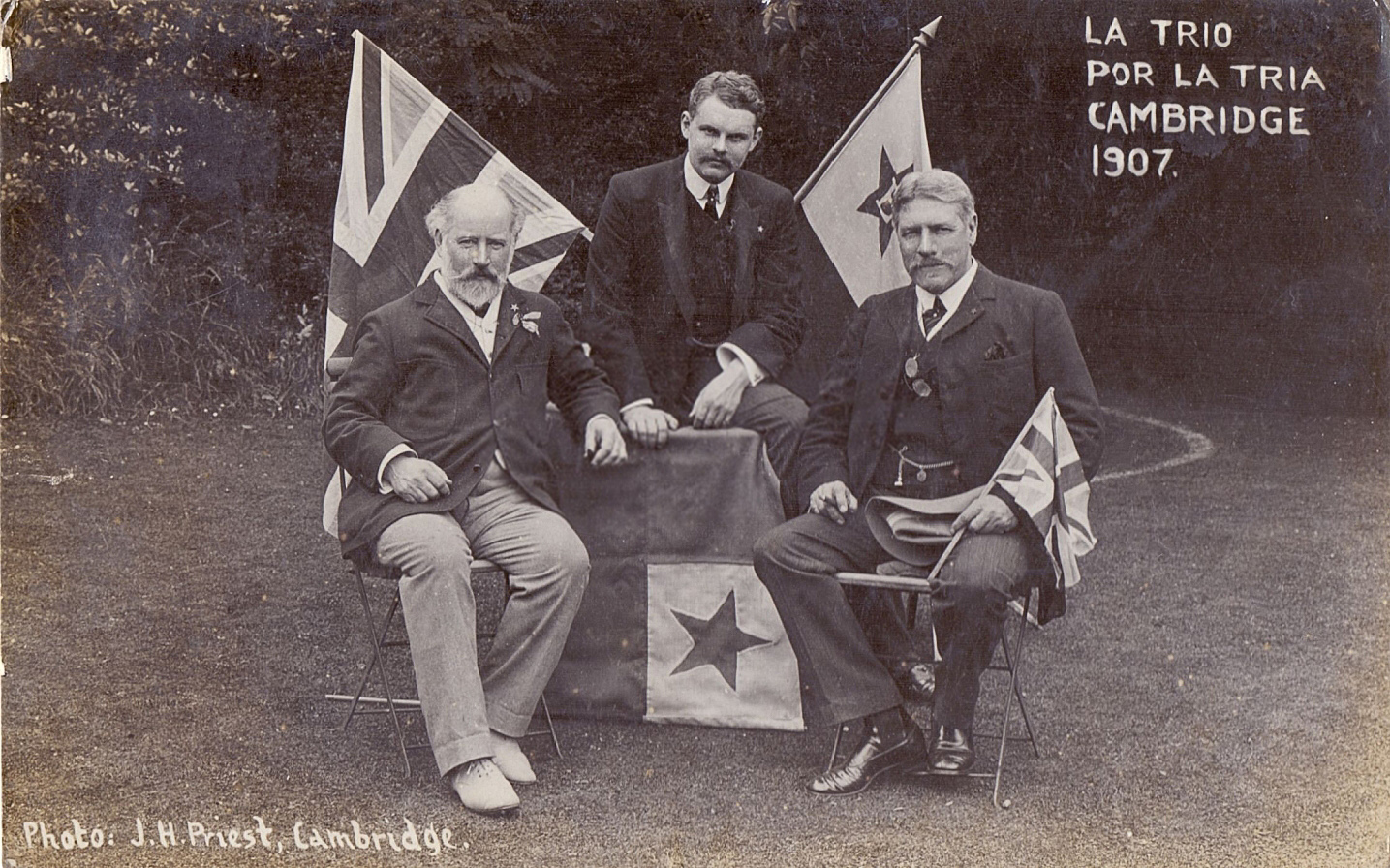
Il "Trio per la Tria", da sinistra: George Cunningham, Harold Bolingbroke Mudie, John Pollen
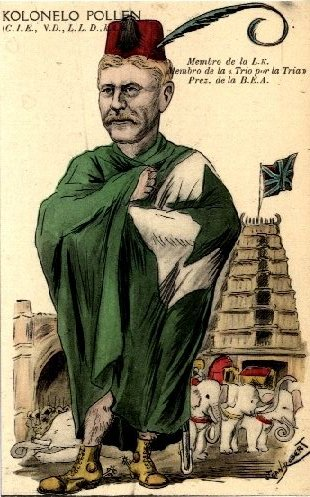
Caricatura di Pollen in una cartolina di Jean-Robert del 1912